# Clarence Johnson

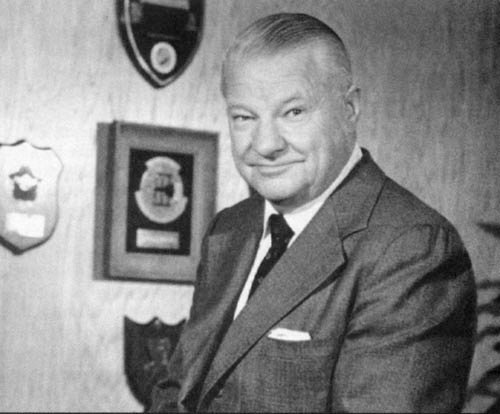
Kelly Johnson (ok. 1975)

Kelly Johnson, właśc. Clarence Leonard Johnson (ur. 27 lutego 1910, zm. 21 grudnia 1990) – amerykański inżynier lotnictwa i innowator. Tygodnik Aviation Week & Space Technology umieścił go na ósmym miejscu na liście 100 najważniejszych osób w historii lotnictwa.

## Życiorys
Kelly Johnson urodził się w 1910 roku w odosobnionym amerykańskim mieście górniczym Ishemping, w stanie Michigan. Jego rodzice byli szwedzkimi imigrantami pochodzącymi ze szwedzkiego miasta Malmö. Johnson wstydził się ubóstwa swojej rodziny i poprzysiągł sobie, że osiągnie wysoką pozycję.
Studiował inżynierię lotnictwa na University of Michigan.
Przezwisko „Kelly” wywodzi się z czasów, kiedy Johnson uczęszczał do szkoły podstawowej.
W wieku 13 lat zaprojektował swój pierwszy samolot.
Był trzykrotnie żonaty.

## Praca w Lockheed

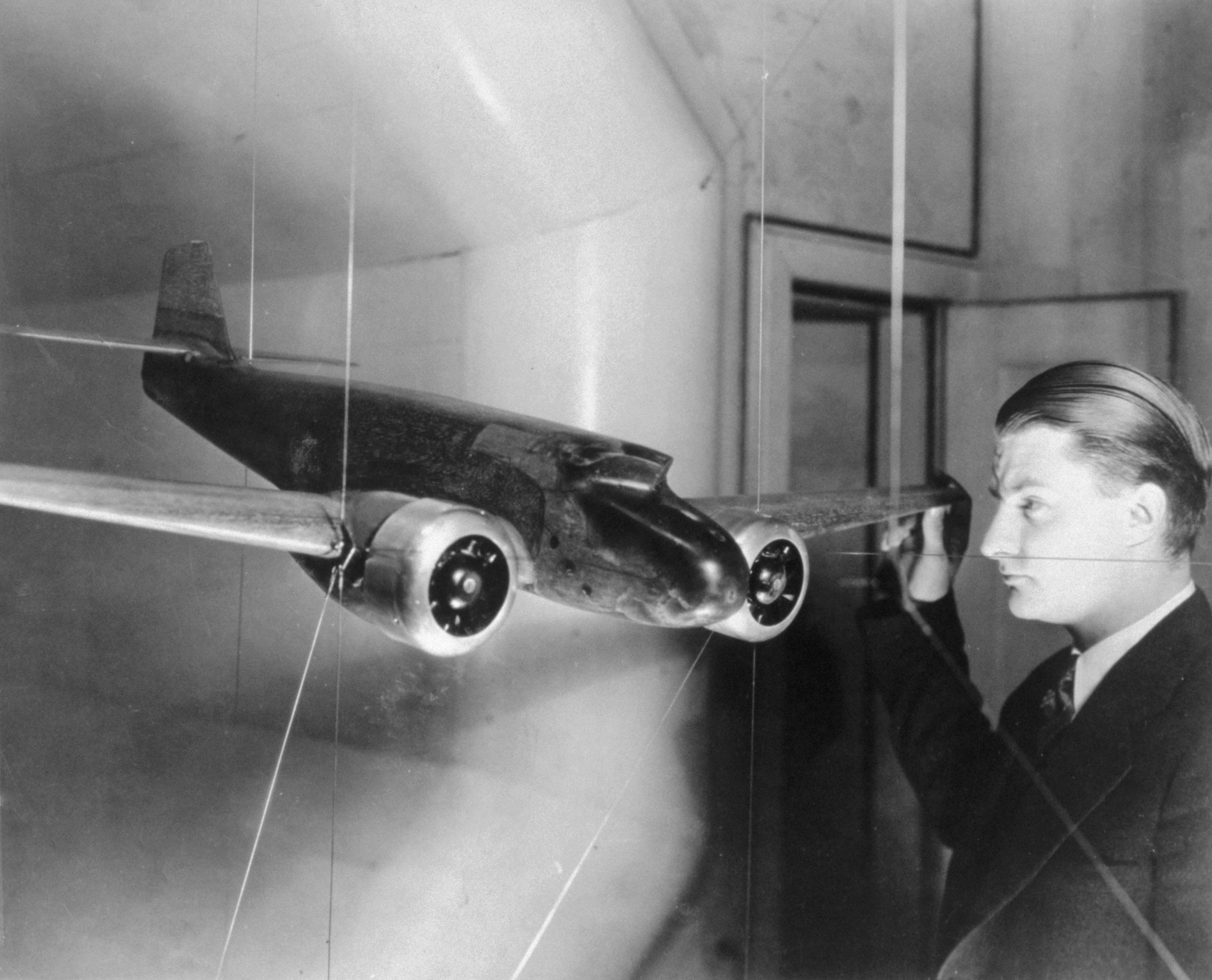
Kelly Johnson i model samolotu Lockheed L-10 Electra

Johnson został zatrudniony w Lockheed Corporation po ukończeniu studiów w 1933 roku. Zaproponował głównemu inżynierowi, Hallowi Hibbardowi zmiany w modelu Lockheed Model 10 Electra i jego sugestie zostały bardzo dobrze przyjęte. W 1938 roku został awansowany na stanowisko głównego inżyniera-projektanta. W 1952 roku stał się głównym inżynierem w fabryce firmy w Burbank w stanie Kalifornia. W 1956 roku został mianowany wiceprezydentem firmy zajmującym się sprawami rozwoju i badań. W 1955 roku na prośbę CIA zajął się budową bazy lotniczej w Groom Lake w stanie Nevada, później znanej jako Strefa 51. Tam przeprowadzano testy samolotu Lockheed U-2.

## Współprojekty lotnicze
Kelly Johnson brał udział w projektowaniu, między innymi, następujących samolotów:
- Lockheed L-10 Electra
- Lockheed L-14 Super Electra
- Lockheed P-38 Lightning
- Lockheed U-2
- Lockheed SR-71 Blackbird
- Lockheed C-130 Hercules